# Алешандре Еркулану
Алешандре Еркулану ди Карвалю и Араужу (на португалски: Alexandre Herculano de Carvalho e Araújo) е португалски писател, историк и общественик.

## Биография
Роден е на 28 март 1810 г. в Лисабон в скромно семейство. В младежките си години участва в няколко заговора на либералите и прекарва известно време в емиграция в Англия. Започва литературната си дейност с поетични работи, под влияние на Уолтър Скот пише първия португалски исторически роман и се налага като една от водещите фигури на португалския литературен Романтизъм. Освен това той е автор и на многотомна история на Португалия, както и активен публицист, с важна роля за пропагандирането на либерализма в страната.
Алешанде Еркулану умира на 13 септември 1877 г. в Сантарем.